# Kerrera

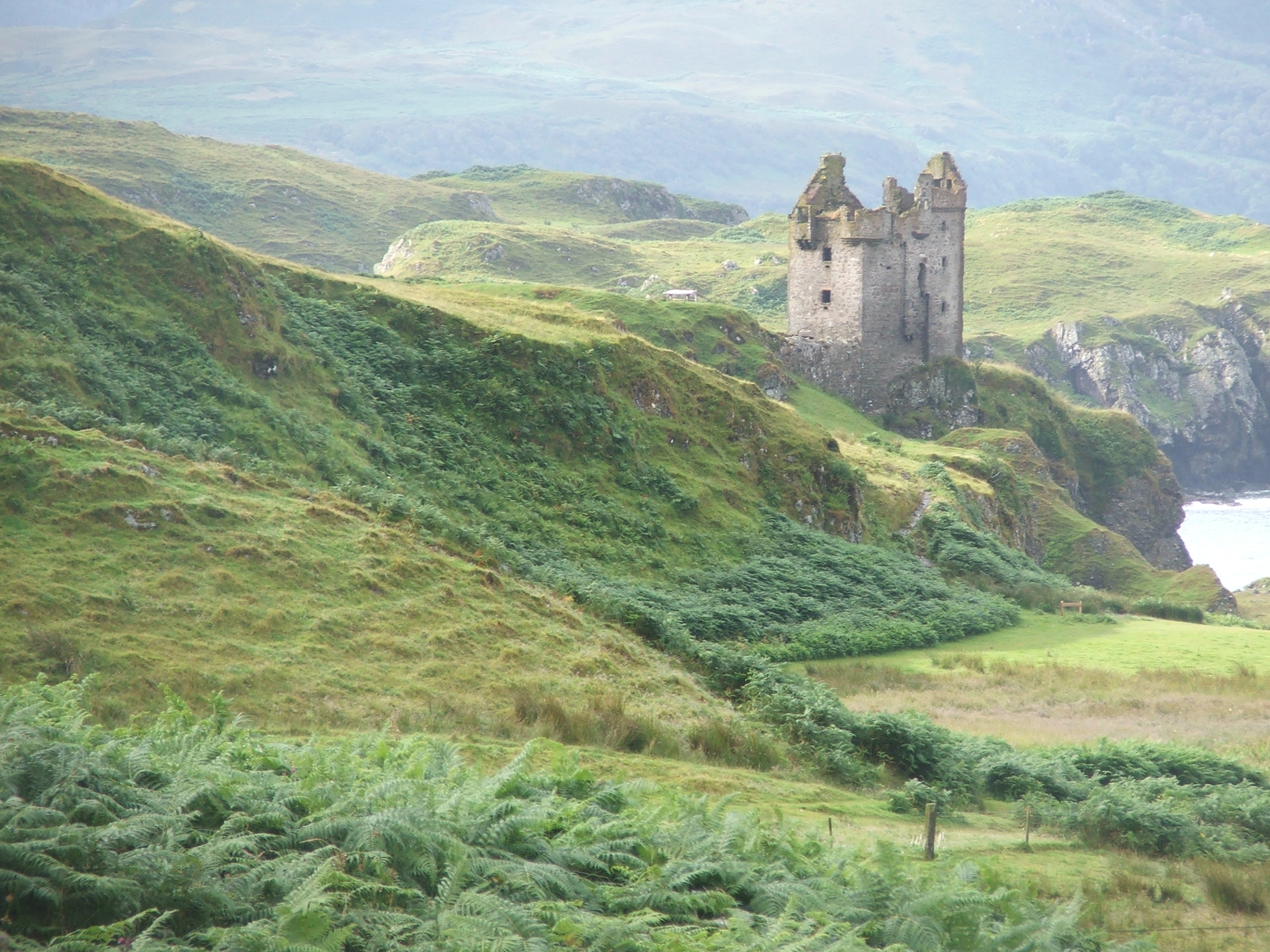
A Gylen kastély

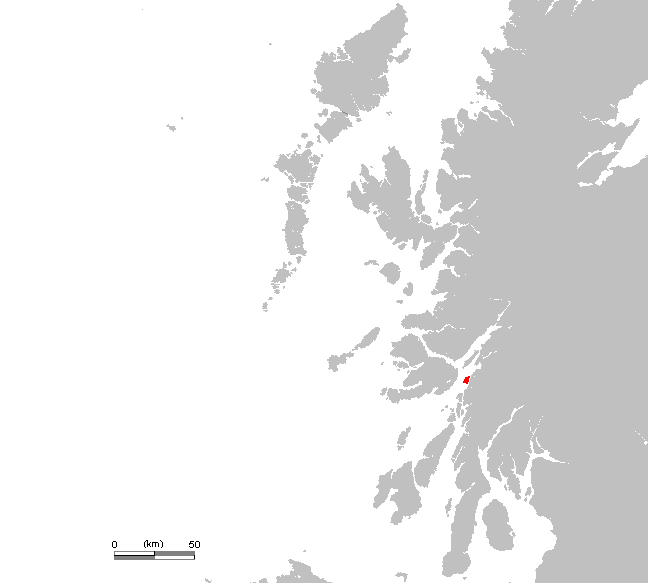
Kerrera elhelyezkedése Skóciában

Kerrera (skót nevén Cearrara, kiejtése: ˈkʲʰɛrˠəɾə) sziget a Belső-Hebridákon, Skóciában. 2005-ben lakosainak száma 35 volt. A sziget az 1582-ben épült, ma már romos Gylen kastélyról ismert. Ugyanitt halt meg 1249-ben II. Sándor skót király is. A sziget nagy része a McDougall klán tulajdona. A sziget lakói főleg turizmusból és gazdálkodásból élnek, birkát és marhát tartanak.
A kastélyt 2006-ban helyreállították és megnyitották a nagyközönség előtt.
A sziget települése Bailiemore, legmagasabb pontja a 189 méter magas Carn Breugach.

## Fordítás
Ez a szócikk részben vagy egészben  a   Kerrera című angol Wikipédia-szócikk ezen változatának fordításán alapul.  Az eredeti cikk szerkesztőit annak laptörténete sorolja fel. Ez a jelzés csupán a megfogalmazás eredetét és a szerzői jogokat jelzi, nem szolgál a cikkben szereplő információk forrásmegjelöléseként.